# Saison 2013 des Twins du Minnesota
La saison 2013 des Twins du Minnesota est la 113e saison en Ligue majeure de baseball pour cette franchise et la 53e depuis le transfert des Senators de Washington vers l'État du Minnesota.
C'est une autre année difficile pour les Twins, particulièrement au monticule. Leurs lanceurs partants avaient affiché la 2e moyenne de points mérités la plus élevée du baseball majeur en 2012, et en 2013 ils remettent la moins bonne des 30 équipes. Leurs lanceurs, partants et releveurs, affichent la seconde pire moyenne de points mérités collective du baseball en 2013. Minnesota remporte 66 victoires contre 96 défaites, une fiche identique à celle de la saison précédente, mais terminent 4e dans la division Centrale de la Ligue américaine en cédant le dernier rang, qui était le leur depuis deux saisons, aux White Sox de Chicago. C'est une 3e année perdante de suite pour la franchise. À la fin août, le joueur étoile Justin Morneau est échangé des Twins aux Pirates de Pittsburgh.

## Contexte
Malgré trois victoires de plus qu'en 2011, les Twins connaissent une deuxième année perdante de suite. Ils terminent au dernier rang sur cinq équipes dans la division Centrale, au dernier rang de toute la Ligue américaine pour une deuxième année consécutive, et 27e sur 30 clubs dans le baseball majeur avec 66 victoires et 96 défaites.

## Intersaison

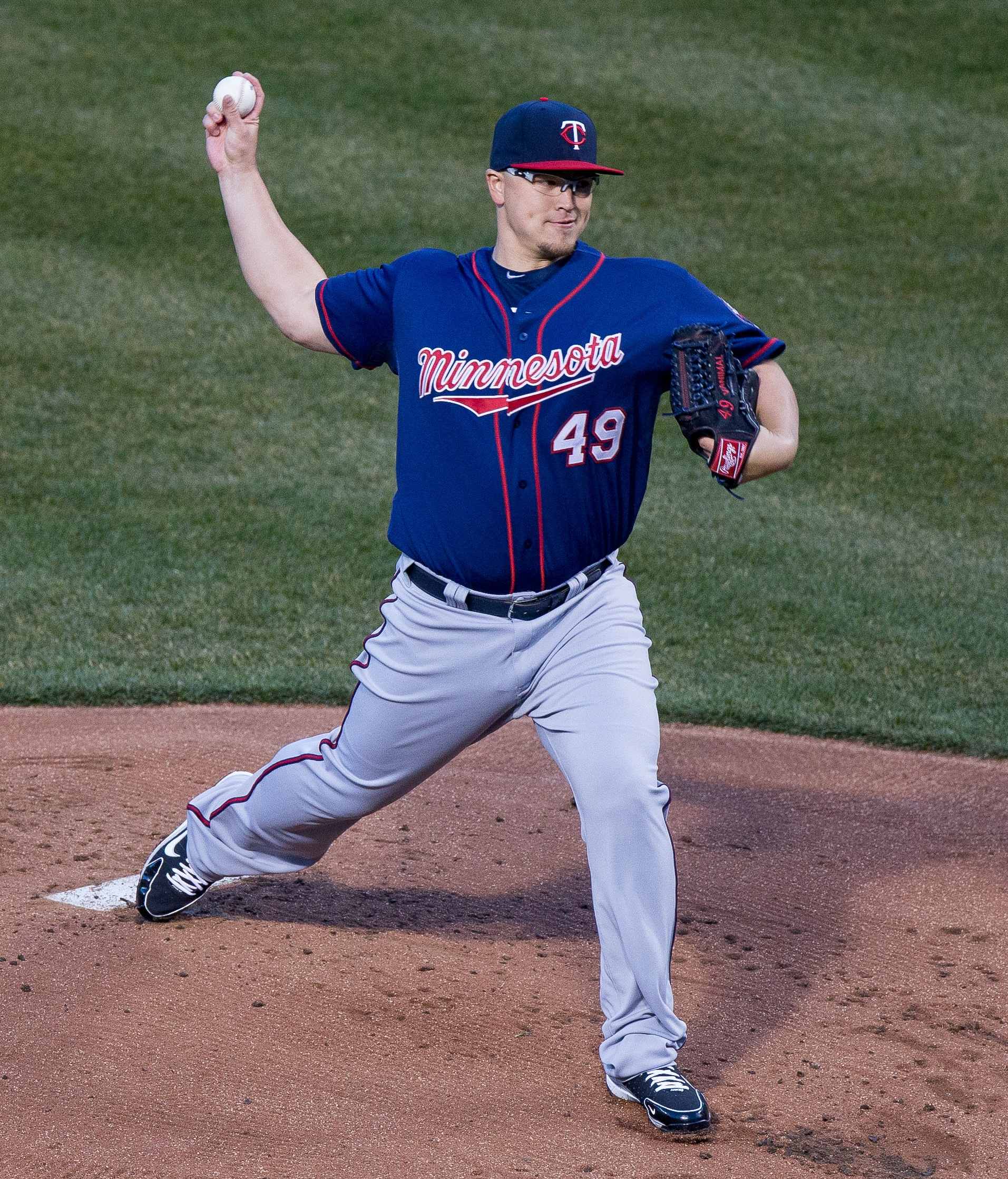
Vance Worley, lanceur des Twins du Minnesota (6 avril 2013).

Le 29 novembre 2012, les Twins échangent le voltigeur de centre Denard Span aux Nationals de Washington contre le lanceur droitier des ligues mineures Alex Meyer.
Un autre voltigeur, Ben Revere, est cédé aux Phillies de Philadelphie le 6 décembre en échange du lanceur partant droitier Vance Worley et du prometteur lanceur droitier des ligues mineures Trevor May.
Le 13 décembre, les Twins accordent un contrat de 10 millions de dollars pour deux saisons au droitier Kevin Correia, qui a pourtant vers la fin de la saison précédente perdu sa place dans la rotation de lanceurs partants de son équipe d'alors, les Pirates de Pittsburgh.
Le lanceur droitier Mike Pelfrey, souvent absent en raison de blessures, quitte les Mets de New York où il évoluait depuis sept saisons et rejoint les Twins sur un contrat d'un an le 20 décembre. Le 14 février, les Twins mettent sous contrat le lanceur de relève gaucher Rafael Pérez, joueur des Indians de Cleveland depuis sept ans.
Durant l'intersaison, les Twins perdent le lanceur partant droitier Scott Baker au profit des Cubs de Chicago, et le releveur droitier Matt Capps, lui aussi agent libre, rejoint Cleveland. Le contrat du vétéran lanceur partant Carl Pavano n'est pas renouvelé et le joueur de deuxième but Alexi Casilla est réclamé au ballottage par les Orioles de Baltimore.

## Calendrier pré-saison
L'entraînement de printemps des Twins se déroule du 23 février au 30 mars 2013.

## Saison régulière
La saison régulière des Twins se déroule du 1er avril au 29 septembre 2013 et prévoit 162 parties. Les Tigers de Détroit sont les visiteurs pour le premier match de l'année.

### Classement
| Ligue américaine (Division Centrale) | V  | D  | %    | Diff. | Diff. (séries) |
| ------------------------------------ | -- | -- | ---- | ----- | -------------- |
| Tigers de Détroit                    | 93 | 69 | ,574 | -     | -              |
| Indians de Cleveland                 | 92 | 70 | ,568 | 1     | +½             |
| Royals de Kansas City                | 86 | 76 | ,531 | 7     | 5½             |
| Twins du Minnesota                   | 66 | 96 | ,407 | 27    | 25½            |
| White Sox de Chicago                 | 63 | 99 | ,389 | 30    | 28½            |

## Affiliations en ligues mineures
| Niveau            | Équipe                 | Ligue                   |
| ----------------- | ---------------------- | ----------------------- |
| AAA               | Red Wings de Rochester | Ligue internationale    |
| AA                | New Britain Rock Cats  | Eastern League          |
| A-Advanced        | Fort Myers Miracle     | Florida State League    |
| A                 | Beloit Snappers        | Midwest League          |
| Ligue des recrues | Elizabethton Twins     | Appalachian League      |
| Ligue des recrues | GCL Twins              | Gulf Coast League       |
| Ligue des recrues | DSL Twins              | Dominican Summer League |